# 763
763 (DCCLXIII) var ett normalår som började en lördag i den julianska kalendern.

## Händelser

### Okänt datum
- Slavupproret i Medina
- Den umayyadiske härskaren Abd ar-Rahman I slår tillbaka ett abbasidiskt uppror.
- En ovanligt tidig, kall och snörik vinter gör att oliv- och fikonodlingar dör i södra Europa och Dardanellerna fryser till is.

## Födda
- Harun al-Rashid, kalif i Bagdad.

## Avlidna
- 15 september – Fang Guan, kinesisk kansler.
- Conchubhar mac Cumasgach, kung av Uí Fiachrach Aidhne.
- Shi Chaoyi, kinesisk kejsare.
- Wei Jiansu, kinesisk kansler.